# Windows Activation Technologies
Windows Activation Technologies (Tecnologías de Activación de Windows) conocido como WAT, es el nuevo sistema de activación de Microsoft para erradicar la piratería de Software e implementa la validación forzosa de sus productos. Esta nueva modalidad se implementó a partir de la aparición de su sistema operativo Windows Vista e reimplementándose en Windows 7 con este nombre. Al igual que el WGA de Windows XP el WAT tiende a instalarse al visitar el Centro de Actualizaciones de Windows. Esta actualización es requerida para poder instalar otras actualizaciones críticas como no críticas. Este nuevo complemento causó un gran descontento entre los comercios y consumidores, pero poco después nuevos hackers descubrieron la vulnerabilidad de este sistema antipiratería logrando burlar con éxito para hacer de su Sistema Operativo no original a genuino.

## Características
Al igual que el WGA El proceso de validación de WAT válida la instalación actual de Windows y su clave de licencia contra el hardware detectado y determina si el software se licencia de Microsoft. Se puede acceder ya sea por un programa independiente, un Netscape compatible con navegador plug-in, o como un control ActiveX en Internet Explorer, el último de los cuales es relevante para cualquier intento de acceder a actualizaciones de Microsoft a través de su navegador. Incluye los siguientes pasos:
En su primera visita a Centro de Actualizaciones y de descargas de Microsoft, los usuarios reciben un mensaje que les exige validar su copia de Windows mediante la descarga de un control ActiveX que comprueba la autenticidad de su software Windows. Si tiene éxito en la validación de Windows, que almacena un archivo de licencia en el PC para la verificación en el futuro.
Después de la validación exitosa, la descarga de la actualización regular puede continuar.

## Software
El nuevo programa utiliza diversos Controles ActiveX mejorados para la detección de las copias ilegales de Windows Vista y 7. estos verifican si existen claves de activación y autentificación falsas y despliega la alerta que la Versión de Windows que se usa no es auténtico.

### Notificaciones
El 25 de abril de 2006, Microsoft comenzó a distribuir Windows Genuine Advantage Notifications como "actualización crítica" KB905474 para usuarios de Windows XP. Para los usuarios de Windows 7, KB971033 tiene la misma función. A partir de entonces, los usuarios con copias pirateadas son alertados [6] en el inicio de sesión y durante el uso del sistema operativo, advirtiéndoseles que no tienen una copia original de Windows. Esta nueva actualización mejorada podía detectar diversos exploits de activación ilegales o programas de terceros que activaban permanentemente el sistema sin consultar con Microsoft Windows.

## Elusión
A pesar de los esfuerzos de Microsoft para evitar la piratería de sus productos, muchos usuarios han encontrado la manera de evadir la activación y la validación de sus equipos. Diversos programadores han liberado y expuesto en internet programas que validan y activan permanentemente una copia de Windows. Se han descubierto las diversas vulnerabilidades del WAT y consiguen activarlo por diversos métodos. Algunos de ellos emplean generadores de llaves a partir de una llave "maestra" para diversas versiones. Otros utilizan la información de los certificados de autentificación y llaves extraídas de Equipos OEM con Windows preinstalados. Estos programas hacen creer a Microsoft que el Sistema que se usa es genuino y pasa la verificación con éxito.

## Datos recogidos
- Marca y modelo
- BIOS de control .
- De direcciones MAC .
- Un número único asignado a la computadora del usuario por las herramientas (identificador único global o GUID )
- Número de serie del disco duro.
- Región y la configuración de idioma del sistema operativo.
- Versión del sistema operativo.
- PC BIOS información (marca, versión, fecha).
- Fabricante de PC.
- Configuración local del usuario.
- Validación y resultados de la instalación.
- Windows o clave de producto de Office.
- Ventanas de identificación del producto.

- Datos: Q6167956